# 绣江河
绣江河，上游称西巴漏河，是位于中国山东省章丘区的一条河流。

## 概况
发源于章丘区垛庄区南长城岭。北流至章丘区绣惠镇金盘村西北，与百脉河合，以下始称绣江河。百脉河主要水流来自明水泉群，北流由右岸注入绣江河，河长12.5公里，流域面积80.1平方公里。绣江河北至章丘区辛丰村北，由右岸注入小清河。绣江河河长87.7公里，流域面积667.9平方公里，河道平均比降6/1000。